# Bob McNab
Bob McNab, född 20 juli 1943 i Huddersfield, Yorkshire, engelsk fotbollsspelare.
McNab började spela fotboll i Huddersfield Town. Han värvades av Arsenal i oktober 1966 för 50 000 pund, vilket var rekord för en ytterback. Även Liverpool var intresserade av att köpa honom, men han valde Arsenal. McNab kom att bli förstavalet som vänsterback i Arsenal under nio säsonger. Han var en ytterback som gillade att komma fram på kanten och slå inlägg, men han var även känd för sitt taktiska sinne. 1968 och 1969 var han med om att förlora två ligacupfinaler. Han gjorde även landslagsdebut mot Rumänien i november 1968, men fick inte spela mer än fyra landskamper. Under VM i Mexiko 1970 satt han i ITV:s VM-panel tillsammans med bland andra lagkamraten i Arsenal, Bob Wilson.
McNabs mest framgångsrika säsong var 1970/71, då Arsenal tog hem segern i både FA-cupen och ligan. Han behöll sin plats i laget ytterligare ett par år, men den sista tiden hade han skadeproblem. Han fick även konkurrens av Sammy Nelson, som började ta för sig allt mer. Sommaren 1975 släpptes han därför på fri transfer till Wolverhampton, där han spelade i ett år innan han flyttade till den nordamerikanska ligan NASL. Han avslutade karriären i engelska amatörklubben Barnet FC, och blev sedan tränare i kanadensiska Vancouver Whitecaps. Bob McNab flyttade sedermera till Los Angeles, där han fortfarande bor.